# 阿列克谢·斯达汉诺夫
阿列克谢·格里戈里耶维奇·斯达汉诺夫（羅馬化：Aleksey Grigoryevich Stakhanov；1906年1月3日—1977年11月5日），苏联矿工，社会主义劳动英雄（1970年），1936年加入蘇聯共产党（布尔什维克）。他在1935年成为体现社会主义经济制度的标志性人物。